# Ambilight
Ambilight kallas en teknik utvecklad av Philips Electronics där en TV-apparaten genererar ett bakgrundsljus som skall få de mörkaste partierna på skärmen att framstå som helt svarta även om de i praktiken snarare är mörkgrå. Systemet anpassar typiskt bakgrundsljuset efter den bild som för ögonblicket visas på TV-apparaten.